# Гавана (Канзас)
Гавана (англ. Havana) — місто (англ. city) в США, в окрузі Монтгомері штату Канзас. Населення — 84 особи (2020).

## Географія
Гавана розташована за координатами 37°5′31″ пн. ш. 95°56′32″ зх. д. / 37.09194° пн. ш. 95.94222° зх. д. (37.092066, -95.942361).  За даними Бюро перепису населення США в 2010 році місто мало площу 0,34 км², уся площа — суходіл.

## Демографія
Згідно з переписом 2010 року, у місті мешкали 104 особи в 47 домогосподарствах у складі 30 родин. Густота населення становила 307 осіб/км².  Було 63 помешкання (186/км²).
Расовий склад населення:
| - 93,3 % — білих - 2,9 % — корінних американців |

До двох чи більше рас належало 3,8 %. Частка іспаномовних становила 0,0 % від усіх жителів.
За віковим діапазоном населення розподілялося таким чином: 14,4 % — особи молодші 18 років, 61,6 % — особи у віці 18—64 років, 24,0 % — особи у віці 65 років та старші. Медіана віку мешканця становила 50,0 року. На 100 осіб жіночої статі у місті припадало 100,0 чоловіків;  на 100 жінок у віці від 18 років та старших — 97,8 чоловіків також старших 18 років.
Середній дохід на одне домашнє господарство  становив 45 835 доларів США (медіана — 46 563), а середній дохід на одну сім'ю — 55 977 доларів (медіана — 52 188). За межею бідності перебувало 12,5 % осіб, у тому числі 0,0 % дітей у віці до 18 років та 22,2 % осіб у віці 65 років та старших.
Цивільне працевлаштоване населення становило 60 осіб. Основні галузі зайнятості: виробництво — 28,3 %, роздрібна торгівля — 18,3 %, інформація — 18,3 %.